# Speedboat
Speedboat, oft auch Speedboot, hat sich im deutschen Sprachgebrauch als Bezeichnung für ein kleines und schnelles Motorboot etabliert. Gelegentlich wird dieser Bootstyp mit dem Rennboot aus dem Motorbootsport verwechselt.
Das Speedboat eignet sich aufgrund seiner Geschwindigkeit, Wendigkeit und geringen Größe für viele Aufgaben:
- Als Beiboot von Kriegsschiffen, z. B. für Mann-über-Bord-Manöver und Boarding-Einsätze
- Als Einsatzmittel, z. B. der Polizei, Küstenwache, Rettungsdienste oder Spezialeinheiten
- Für die Piraterie
- Für den Schmuggel

Als Beiboot und Einsatzmittel kommen überwiegend Festrumpfschlauchboote mit einem Wasserstrahlantrieb oder starken Außenbordmotoren zum Einsatz.

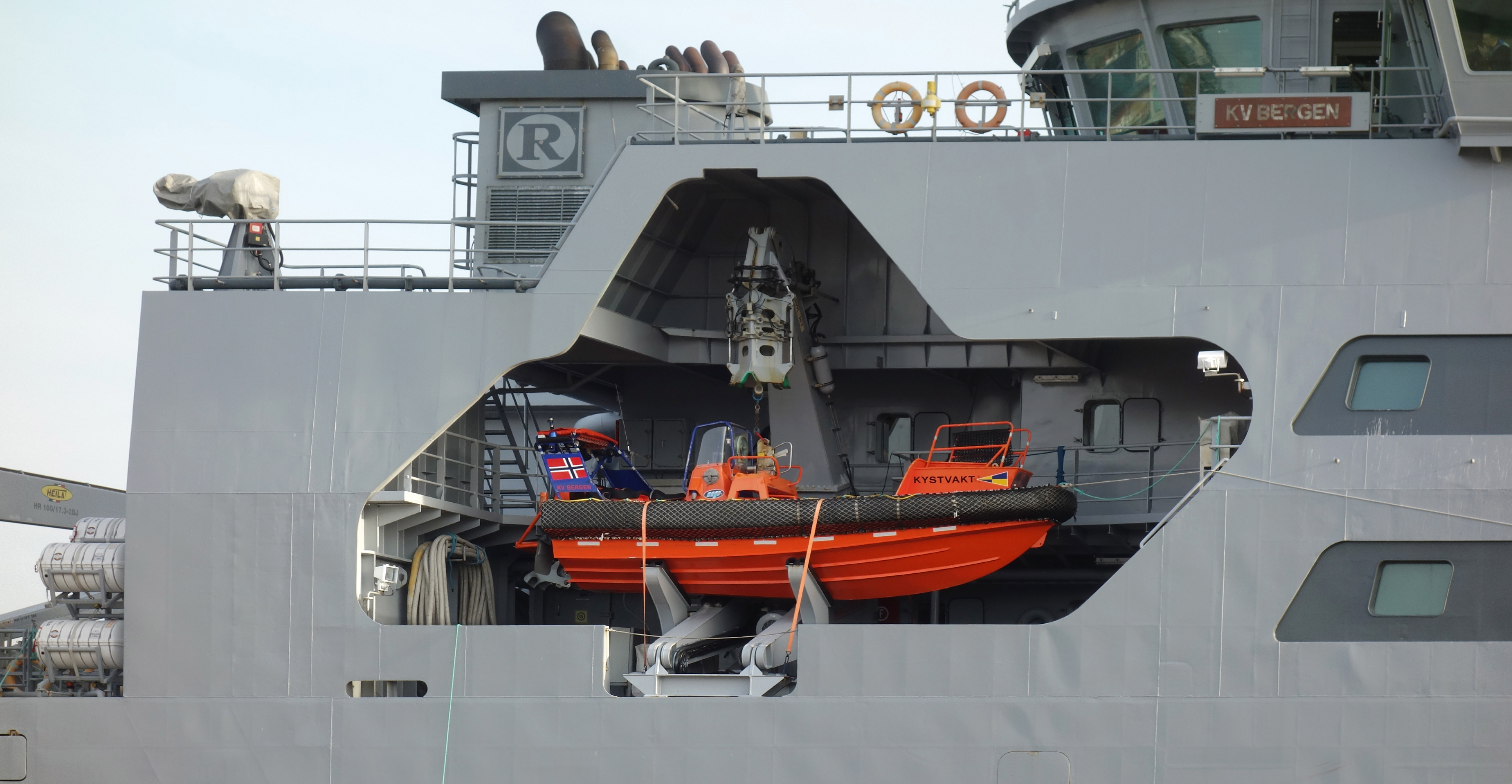
Speedboat des norwegischen Küstenwachboots KV Bergen
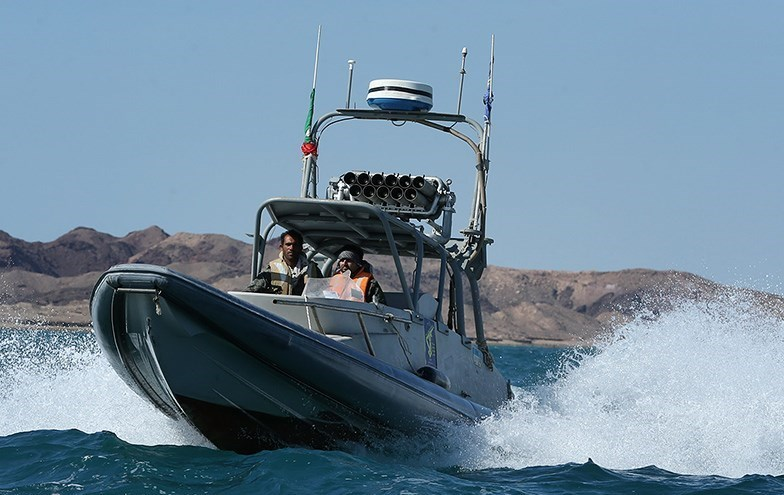
Bewaffnetes Speedboat der iranischen Marine
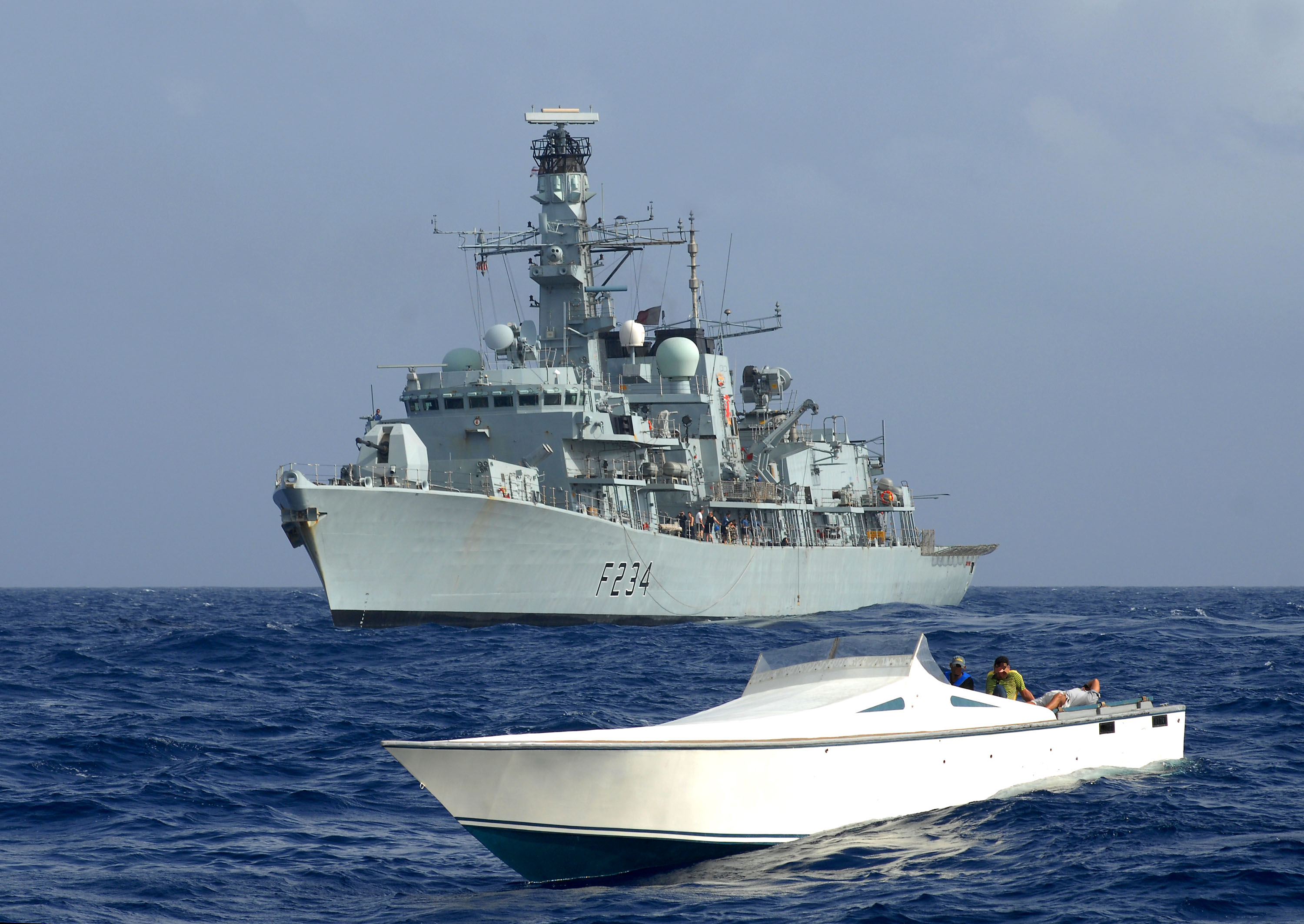
Von der HMS Iron Duke aufgebrachtes Schmugglerboot